# 鶴岡市立広瀬小学校
鶴岡市立広瀬小学校（つるおかしりつ ひろせしょうがっこう）は、山形県鶴岡市の旧東田川郡羽黒町域にある公立小学校。

## 概要
- 羽黒第三小学校と羽黒第四小学校が統合し、設立された。校舎は、旧羽黒第三小学校の施設を継続使用。

## 所在地
- 山形県鶴岡市羽黒町後田字下田元9番地

## 学区
- 鶴岡市旧羽黒町域の羽黒小学校の学区を除く地域。

## 沿革
- 2016年（平成28年）
  - 4月1日 - 開校。
  - 4月7日 - 開校式挙行。

## 周辺
- 広瀬地区地域活動センター
- 庄内たがわ農業協同組合南部農機センター

## アクセス
- 鶴岡市羽黒地域市営バス「にこにこバス」・「上川代・小増川線」で、「広瀬地区地域活動センター」停留所下車後、学校正門まで、徒歩約60m・約1分。
  - ただし、運行は、1.5往復で、祝祭日と年末年始を除く月曜日・水曜日・金曜日のみとなる。
- JR東日本羽越本線鶴岡駅から、
  - 上述の「にこにこバス」に乗車し22分、「広瀬地区地域活動センター」停留所下車後、徒歩。
  - 車で約6.3km・約12分。